# Rhynchosciara hollaenderi
Rhynchosciara hollaenderi är en tvåvingeart som beskrevs av Toledo 1969. Rhynchosciara hollaenderi ingår i släktet Rhynchosciara och familjen sorgmyggor. Inga underarter finns listade i Catalogue of Life.